# 앨 샌토스
앨 샌토스(Al Santos, 1976년 7월 13일 ~ )는 미국의 배우 및 모델이다.

## 출연 작품
- 스피드 데몬스 (2012)
- 2 Dudes And A Dream (2009)
- 킬러 무비 (2008)
- 아메리칸 갱스터 (2007)
- 머스탱 샐리 (2006)
- 지퍼스 크리퍼스 2 (2003)

### 텔레비전
- CSI - 뉴욕 (2004)